# Я вижу, я вижу
«Я вижу, я вижу» (нем. Ich seh, Ich seh; в США фильм называется Goodnight Mommy (рус. Спокойной ночи, мамочка) — австрийский триллер, снятый Вероникой Франц и Северином Фиала. Мировая премьера ленты состоялась 30 августа 2014 года на Венецианском кинофестивале. Фильм получил пять наград австрийской киноакадемии, включая «Лучший фильм года», и был выдвинут Австрией на премию «Оскар-2016» в номинации «лучший фильм на иностранном языке».

## В ролях
| Актёр         | Роль  |
| ------------- | ----- |
| Сюзанна Вуэст | Мать  |
| Элиас Шварц   | Элиас |
| Лукас Шварц   | Лукас |

## Сюжет
После прохождения косметической операции на лице, мать возвращается домой к своим детям — десятилетним близнецам Элиасу и Лукасу. Близнецы озадачены поведением и видом мамы: её лицо обмотано в бинты, поэтому видно только рот и глаза. Она демонстративно игнорирует Лукаса и кажется, говорит только с Элиасом. Несмотря на середину лета, она приказывает опустить жалюзи на окнах, не разговаривать в доме и играть на улице. Из-за шалостей мать применяет к детям физическую силу, на что те заявляют, что их мать никогда бы такое не сделала.
Близнецы начинают подозревать, что под бинтами скрывается не их мать. Эти сомнения подтверждаются, когда они находят старую фотографию, на которой изображена их мама с очень похожей на неё женщиной. Мальчики привязывают женщину к кровати и отказываются отпустить, пока она не скажет им, где их настоящая мать. Женщина отказывается отвечать, и близнецы заклеивают её рот скотчем.
В это же время, двое сотрудников Красного Креста собирают пожертвования для организации и стучат в дверь. Мальчики их впускают и дают большую сумму денег, и те, не дождавшись их матери, уходят. Вскоре после этого, женщина освобождается от клейкой ленты вокруг её рта и кричит о помощи, но сотрудники Красного Креста уже слишком далеко. Близнецы заклеивают её губы суперклеем, однако понимая, что ей надо поесть, разрезают губы ножницами.
Мать мочится в постель, и мальчики решают её отпустить для того, чтобы она поменяла простынь, однако она убегает и попадает в их ловушку. Женщина просыпается связанной на полу в гостиной, рядом с ней Элиас, а Лукас с зажженной свечой у занавески. Мальчики угрожают сжечь дом, если она не скажет им правду об их матери. Женщина твердо настаивает на том, что это она и говорит, что снова будет разговаривать и играть с Лукасом. Элиас предлагает ей это доказать, угадав что делает Лукас, но она заявляет, что его брат умер в результате несчастного случая. Мать со слезами на глазах говорит Элиасу, что смерть Лукаса не его вина, и просит его её освободить. Мальчики поджигают занавеску и оставляют мать умирать. Фильм заканчивается тем, что братья с мамой гуляют по кукурузному полю.

## Отзывы
Фильм в целом получил положительные отзывы от критиков. На Rotten Tomatoes, фильм имеет рейтинг 80 %, основываясь на 81 Отзывах, с средняя оценка 7,3 / 10. На Metacritic, фильм имеет оценку 81 из 100, основанный на 17 критиков, означающий «всеобщее признание».

## Награды и номинации
| Награды и номинации фильма «Я вижу, я вижу» | Награды и номинации фильма «Я вижу, я вижу»                   | Награды и номинации фильма «Я вижу, я вижу»                                        | Награды и номинации фильма «Я вижу, я вижу» | Награды и номинации фильма «Я вижу, я вижу» | Награды и номинации фильма «Я вижу, я вижу» |
| Год                                         | Награда                                                       | Категория                                                                          | Номинация                                   | Результат                                   |                                             |
| ------------------------------------------- | ------------------------------------------------------------- | ---------------------------------------------------------------------------------- | ------------------------------------------- | ------------------------------------------- | ------------------------------------------- |
| 2014                                        | Венецианский кинофестиваль                                    | Лучший фильм («Горизонты»)                                                         | «Я вижу, я вижу»                            | Номинация                                   |                                             |
| 2014                                        | Международный кинофестиваль в Салониках                       | Приз фипресси                                                                      | «Я вижу, я вижу»                            | Победа                                      |                                             |
| 2014                                        | Международный кинофестиваль «Новые Горизонты»                 | Гран-при                                                                           | «Я вижу, я вижу»                            | Номинация                                   |                                             |
| 2014                                        | Международный кинофестиваль в Стокгольме                      | «Бронзовый конь» за лучший фильм                                                   | «Я вижу, я вижу»                            | Номинация                                   |                                             |
| 2014                                        | Каталонский международный кинофестиваль в Ситжесе             | Гран-при европейского фантастического фильма в серебре («Фантастическая панорама») | «Я вижу, я вижу»                            | Победа                                      |                                             |
| 2014                                        | Международный кинофестиваль в Любляне                         | «Рыбалочка» за лучший фильм секции «Перспективы»                                   | «Я вижу, я вижу»                            | Победа                                      |                                             |
| 2015                                        | Монклерський кинофестиваль                                    | Лучший повествовательный фильм                                                     | «Я вижу, я вижу»                            | Номинация                                   |                                             |
| 2015                                        | Жеромский кинофестиваль                                       | Научно-фантастический приз жюри                                                    | «Я вижу, я вижу»                            | Победа                                      |                                             |
| 2015                                        | Жеромский кинофестиваль                                       | Гран-при молодежного жюри                                                          | «Я вижу, я вижу»                            | Победа                                      |                                             |
| 2015                                        | Международный кинофестиваль Fantaspoa                         | Награда жюри за лучший сценарий                                                    | Вероника Франц и Северин Фиала              | Победа                                      |                                             |
| 2015                                        | Международный кинофестиваль независимого кино в Буэнос-Айресе | Награда за лучшую операторскую работу                                              | Мартин Гшлахт                               | Победа                                      |                                             |
| 2015                                        | Международный кинофестиваль независимого кино в Буэнос-Айресе | Награда за лучший фильм                                                            | «Я вижу, я вижу»                            | Номинация                                   |                                             |
| 2015                                        | Первый европейский кинофестиваль в Анже                       | Гран-при жюри (Европейские полнометражные фильмы)                                  | Вероника Франц и Северин Фиала              | Номинация                                   |                                             |